# Romain Pages Éditions
 (septembre 2024).
Si vous disposez d'ouvrages ou d'articles de référence ou si vous connaissez des sites web de qualité traitant du thème abordé ici, merci de compléter l'article en donnant les références utiles à sa vérifiabilité et en les liant à la section « Notes et références ».
Romain Pages Éditions est une maison d'édition française indépendante en activité de 1989 à 2013.
D'abord généraliste, elle s'est spécialisée dans les beaux-livres, la cuisine et le voyage. Elle est distribuée au niveau national par Interforum.

## Historique
Créée en 1989 à Paris par Jean-Pierre Duval, photographe de voyage et culinaire, les éditions Romain Pages sont, depuis 1993, basées à Vendres. À l’origine, la maison est un éditeur de beaux-livres de voyage, même si elle est plus connue aujourd'hui pour ses ouvrages culinaires.
Près de 500 livres illustrés ont été publiés, à un rythme, ces dernières années, de 35 titres par an.
Sa première collection avait été retenue par France Loisirs avec, pour le deuxième titre en 1990, un beau succès (plus de 100 000 exemplaires vendus) d'un ouvrage sur l’Irlande avec Bernard Clavel et Pat Coogan.
Elle connaît en 2005 une forte expansion grâce à la publication, avant l'heure, d'une série d'ouvrages sur les machines à pain tirés à plus de 700 000 exemplaires.[réf. nécessaire]
En 2008, les éditions — membre du cluster maritime — décident de lancer une collection « Mer » qui lui vaut de nombreux prix et récompenses dont le prix du beau-livre de l'académie de marine ou le prix du livre du Salon nautique de Paris.[réf. nécessaire]
Elle réalise aussi un certain nombre d’ouvrages sur commande ou en coédition (Bollinger, Krups, Moulinex, Farine Francine, Midi libre, etc.).
Fortement déficitaire, la société est placée en liquidation judiciaire en septembre 2013.

### Auteurs publiés
Jean-Marc Idir, Robert Doisneau, Simonetta Greggio, Emmanuelle Andrieu, Yvan Cadiou, Olivier Bellin, Guy Lassausaie, Ray Wilson, etc.